# Танема
Танема (Tanema, Tetau, Tetawo) — почти исчезнувший язык, на котором говорят в деревне Эмуа острова Ваникоро провинции Темоту на Соломоновых Островах. Начиная с 2012 года, на нём говорит лишь один носитель, Лайнол Лано. Язык танема замещён языком теану, основным языком острова Ваникоро.
Некоторую информацию о танема, также как и о других языках острова, можно найти у А. Франсуа, в книге «The languages of Vanikoro: Three lexicons and one grammar» (2009)